# Гирский, Емельян Ефимович
Емельян Ефимович Гирский (укр. Омелян Юхимиович Гірський; 1899—1941) — партизан Великой Отечественной войны, командир Херсонского партизанского отряда.
В ходе обороны Херсона от немецких войск в августе 1941 года был сформирован и начал действовать Херсонский партизанский отряд под командованием заместителя председателя горисполкома, члена ВКП(б) Емельяна Гирского, комиссара П. В. Макеева, заместителя секретаря Николаевского обкома партии по промышленности и начальника штаба А. К. Ладычука, председателя исполкома Херсонского городского совета.
Партизанскому отряду приходилось действовать в трудных условиях степной полосы, при почти полном отсутствии лесных массивов, а также отсутствии связи с Большой землёй. В этой сложной обстановке партизаны показали беззаветную преданность Родине. Сами же враги вынуждены были признать исключительное мужество партизан: 

«Партизаны отчаянно сопротивлялись, взять их в плен без потерь было невозможно, поэтому боролись с ними до полного уничтожения».
Херсонские партизаны уничтожали вражеских солдат и офицеров, освобождали советских военнопленных, собирали и передавали командованию Красной армии разведданные. На их счету немало смелых и рискованных диверсий: сожжён крупный склад с горючим, нарушена телефонная связь в Херсоне, уничтожен конный разъезд возле пригородного села, отбит большой обоз с награбленным добром, ликвидировано несколько легковых машин со штабными офицерами. В сентябре 1941 года при нападении на бывшую гостиницу «Европейская» партизаны Гирного уничтожили 15 немецких офицеров.
В сентябре 1941 года под селом Малая Андроновка врагам удалось окружить группу партизан и разгромить основные силы отряда Е. Е. Гирского. По свидетельству очевидцев, в этой последней схватке с карателями Е. Е. Гирский, А. К. Ладычук и пограничник Блинов, израсходовав весь боезапас и уничтожив более 20 гитлеровцев, последней связкой гранат подорвали себя.
На месте гибели народных мстителей на кургане установлен монумент.